# Anastasija Prikhodko
Anastasija Kostjantinivna Prikhodko (ukrainsk: Анастасия Костянтинівна Приходько, født d. 21. april 1987) er en ukrainsk sanger, som repræsenterede Rusland ved Eurovision Song Contest 2009 med sangen "Mamo".